# Sant Joan de Mediona
Sant Joan de Mediona är en ort i Spanien.   Den ligger i provinsen Província de Barcelona och regionen Katalonien, i den östra delen av landet, 500 km öster om huvudstaden Madrid. Sant Joan de Mediona ligger 443 meter över havet och antalet invånare är 1 943.
Terrängen runt Sant Joan de Mediona är kuperad, och sluttar österut. Runt Sant Joan de Mediona är det ganska tätbefolkat, med 62 invånare per kvadratkilometer. Närmaste större samhälle är Igualada, 11,4 km norr om Sant Joan de Mediona. 